# 川之邊一朝

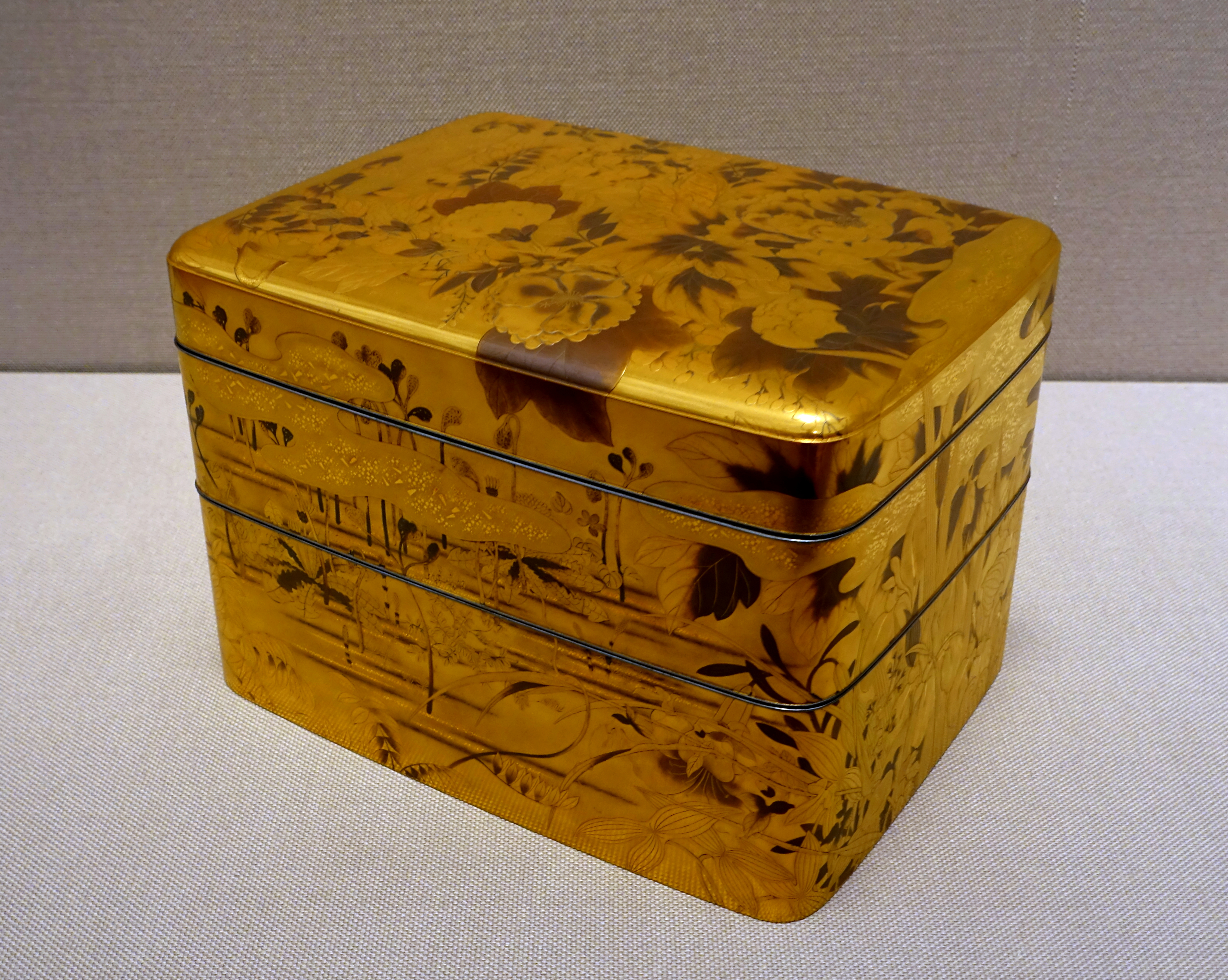
藤と牡丹が描かれた手箱、明治時代、1892年、東京国立博物館蔵

川之邊 一朝（かわのべ いっちょう、天保元年12月24日（1831年2月6日） - 明治43年（1910年）9月5日）は、幕末から明治にかけて活動した幸阿弥派の漆工家、蒔絵師。

## 略伝
江戸浅草永住町生まれ。通称、源治（次）郎。12歳の時、徳川将軍家御用蒔絵師の棟梁・幸阿弥因幡長賢の仕手頭・武井藤助（二代目）に入門し、蒔絵の修業に入る。1850年（嘉永3年）21歳で独立、名を平右衛門、一朝と号した。明治維新前は将軍家御殿の蒔絵方を勤め、和宮や天璋院の調度制作にも参加した。
30歳の時、漆器商・新井半兵衛の委嘱を受け始める。新井家は明和頃から江戸幕府へ蒔絵器物を調進していたが、維新後は海外の万博に積極的に出品、一朝もこれに加わりそこで高い評価を獲得していく。維新後、多くの蒔絵師たちがパトロンを失い没落していく中で、一朝が制作を続けられたのはこの新井家の関係に拠るものとみられる。名声を得た一朝は、明治20年代から明治政府の委嘱受けるようになり1896年（明治29年）6月30日には帝室技芸員を拝命。翌年には東京美術学校（現在の東京藝術大学）教授となる。墓は世田谷区北烏山の妙高寺（烏山寺町内）。幸阿弥派の流れは、一朝の長男・川之邊一湖とその子・川之邊一朋へと引き継がれていった。

## 代表作
- 「菊蒔絵螺鈿棚」 木製漆塗・蒔絵 1基

海野勝珉（金具彫刻） 六角紫水（下絵）との共作で1894年（明治27年）11月に起工、1903年（明治36年）12月に完成。三の丸尚蔵館蔵。2024年度重要文化財指定予定で菊蒔絵螺鈿書棚製作図45枚が附指定されている。
- 「牡丹蝶蒔絵手箱」

東京国立博物館蔵 1886年（明治19年）
- 「藤牡丹蒔絵手箱」

シカゴ・コロンブス世界博覧会事務局蔵（東京国立博物館寄託） 1892年（明治25年）
- 「石山寺蒔絵文台・硯箱」

三の丸尚蔵館蔵 岸光景図案 1900年（明治33年）パリ万国博覧会第15部（各種工業）第98類（漆器革細工籠細工ほか）出品、審査基準としては最高の大賞受賞
- 「源氏香短冊散蒔絵料紙硯箱」

東京国立博物館蔵 1903年（明治36年）第五回内国勧業博覧会出品
- 「初音蒔絵模造手板」

東京芸術大学大学美術館蔵